# ダイレクトプレー
ダイレクトプレー（英語: Direct Play）は、サッカーにおいて「手数をかけず、よりシンプルにゴールへ向かう」プレーに対して用いられる言葉である。
この用語は日本国内では1990年代中頃まで「ボールをトラップせずに直接パスやシュートをする」意味で用いられていたが、1998年に日本サッカー協会が発表した『強化指導指針1998年版』の中で「よけいな回り道をせず、できるだけシンプルに、フィニッシュから逆算してプレーを組み立てていく考え方。ポゼッション・プレーはこの反対」と定義した。さらに、従来「ダイレクトプレー」と呼ばれていたプレーに関しては「ワンタッチ」と呼ぶように推奨した。
2010年代に入った後も、「ワンタッチでパスがつながる」プレーを依然として「ダイレクトプレー」と呼ぶメディアもある。こうした状況について「細かな言葉狩りをしなくても理解がズレなければよい」と擁護する者もいれば、旧来の意味を一概には否定できないとしつつ「話し手と聞き手との間に齟齬が生じる危険性があり、どちらの意味で解釈するかで、話はまったく違うものになる」と指摘する者もいる。